# 新田康仁
新田 康仁（にった やすひと、1974年3月8日- ）は、日本競輪選手会・静岡支部に所属する競輪選手。静岡県磐田市出身。日本競輪学校第74期生。同期に小嶋敬二らがいる。ホームバンクは静岡競輪場。

## 経歴
中学から静岡県立磐田農業高等学校在学中まで陸上競技を行っていた。後に入学した競輪学校では在校競走成績第5位。デビュー戦は1994年8月14日、宇都宮競輪場で迎え、初勝利も同日。またこの開催では完全優勝も果たした。
1998年頃からGI、GIIでは常連選手となっていくが、2000年のオールスター競輪（高知競輪場）で初のGI決勝進出（9着）を果たす。2002年のふるさとダービー（防府競輪場）決勝では、優勝した齋藤登志信を鋭く追い詰め2着。この他、2006年までの主な実績として、GIIでは、ふるさとダービー3回、東日本王座決定戦1回の決勝進出を果たしていた他、GIII（記念競輪）においても8回の優勝を果たしていた。
2007年はGI、GIIの優勝争覇級選手として活躍した。競輪祭では4名大量落車の影響を受け、落車した選手に乗り上げ車体故障を起こしたにもかかわらず3着と健闘。同年2月には地元の静岡記念で完全優勝を果たし、静岡県勢としては1983年の高下堅至以来、25年ぶりの地元優勝者となった。これ以後も、ふるさとダービー（観音寺競輪場。8着）、オールスター競輪（高知競輪場。9着）、共同通信社杯競輪（京都向日町競輪場。5着）、全日本選抜競輪（熊本競輪場）。7着）において決勝へと進出。そして1年通じての活躍が実を結び、初代S級S班18名に選出された。その後も、2017年の第60回オールスター競輪にてオールスター競輪連続20回出場を果たしたことで表彰を受けた。
2008年は高松宮記念杯競輪での決勝において同県の渡邉晴智とワン・ツー（新田は2着）を決め、その勢いのまま7月に四日市競輪場で行われたサマーナイトフェスティバルでは自身初のGII優勝を果たした。
2014年1月1日、当時テレビ東京アナウンサーであった松丸友紀と結婚。
短期間で失格を2回した影響で、2022年上期ではA級1班に降格したが、同年下期では再びS級1班に昇格する。A級に降格した2022年6月23日、函館FI（ナイター）2日目第4レース（準決勝）にて勝利し、通算500勝を達成。その後、規程に基づき、7月9日に静岡競輪場にて通算500勝表彰式が行われた。

## 競走スタイル
鋭い捲りを武器としており、とりわけ混戦時や、自身のラインが薄いと目されている場合に良績を挙げるケースが目立つ。同期の小嶋には相対的に相性が良く、また、他の実績者に対しても大物キラーぶりを発揮することがある。
伝統的にトップクラスの選手は追い込み型が多い静岡の選手の中にあって自力を主体としていることから、静岡のみならず同地区である南関東のマーク選手からの信頼も厚い。

## エピソード
- ニックネームは「ニシ」だが、元プロ野球選手の仁志敏久に風貌がよく似ていることにちなんでつけられたとされている。